# مارتن نوسيك
مارتن نوسيك (بالسلوفاكية: Martin Nosek)‏ هو لاعب كرة قدم سلوفاكي في مركز الدفاع، ولد في 26 يناير 1987 في ايلافا في سلوفاكيا. لعب مع نادي روجومبيروك ونادي هراتس كرالوفه.

## وصلات خارجية
- مارتن نوسيك على موقع قاعدة بيانات كرة القدم.إي يو (الإنجليزية)
- مارتن نوسيك على موقع Soccerway.com (الإنجليزية)